# Rutili Claudi Namacià
Rutili Claudi Namacià (llatí: Rutilius Claudius Namatianus; fl. segle v) va ser un poeta romà, destacable per la seva obra De Reditu Suo («Sobre el seu retorn») en dístics elegíacs, que descriu un viatge en vaixell per la costa des de Roma a la Gàl·lia l'any 417.

## Biografia
Rutili Namacià nasqué al sud de la Gàl·lia i, com Sidoni Apol·linar, pertanyia a una de les grans famílies de les províncies gal·les. El seu pare Lacani havia estat governador de Túscia (Etrúria i Úmbria), tresorer imperial (comes sacrarum largitionum) i prefecte de Roma (praefectus urbi). Rutili Namacià també seguí la carrera dins l'administració imperial i arribà a ser secretari d'estat (magister officiorum) i prefecte de Roma l'any 414. Tot i així es coneixen molt pocs detalls sobre la seva vida.
Durant els anys centrals de la seva vida Roma i l'imperi en general visqueren uns anys especialment convulsos: el domini a l'ombra d'Estilicó, els atacs de Radagais per tot Itàlia i la Gàl·lia, els atacs d'Alaric I i el saqueig de Roma (410). Nogensmenys l'aparent recuperació de la ciutat després d'aquestes calamitats segurament l'influí en la seva idea de la grandesa de Roma. Com a pagà convençut i pertanyent al cercle de l'orador Quint Aureli Símmac, lamentava l'abandonament de les velles tradicions romanes que havien donat grandesa a l'imperi, i s'oposà amb força a les polítiques imperials favorables al cristianisme i a les aliances amb els gots i els vàndals, especialment al poder que aquests, com a destacats membres de l'exèrcit, tenien sobre el senat i l'emperador. En aquest sentit, forma part de l'anomenada «reacció pagana» de finals del segle iv i començaments del V.

## Obra:De Reditu Suo
L'única obra coneguda de Namacià és el poema De Reditu Suo («Sobre el seu retorn»), també coneguda com a Iter Gallicum, escrit en dístics elegíacs. La seva importància literària i històrica s'ha reconegut clarament en els últims anys, coincidint amb els estudis historiogràfics més aprofundits de l'època del baix imperi. Malgrat que només ens ha arribat en forma fragmentària (set-cents versos, la major part del segon llibre s'ha perdut), la qualitat literària del poema el converteix en una de les darreres grans mostres de literatura romana.
El poema descriu un viatge costaner per mar des de Roma (concretament del port d'Òstia, el 31 d'octubre del 417) fins a la Gàl·lia, tot i que els fragments conservats només arriben fins al port de Luna (actual Luni, una mica més al nord de Pisa), l'11 de novembre del mateix any. Namacià descriu el viatge de retorn a les seves terres de la Gàl·lia, devastades per la invasió dels vàndals. És significatiu que el viatge es faci per mar i no per les grans vies consulars, en aquells moments impracticables i poc segures a causa dels atacs dels gots.
Després d'un emocionant i famós elogi de Roma i el seu ideal universalista, Rutili Namacià descriu els paisatges que veu i hi reflexiona, sovint melancòlicament, com a bon representant de la «reacció pagana» del cercle de Símmac, que enyora la grandesa i rectitud del passat romà. El poema assoleix els seus moments més emotius quan descriu el clima de decadència de les terres de l'imperi, que Namacià atribueix als bàrbars i al cristianisme; al mateix temps, però, Namacià confia en la recuperació de Roma i de les seves tradicions. Aquestes reflexions s'uneixen a violentes sàtires culturals i polítiques.
Estilísticament, Namacià utilitza els dístics elegíacs amb gran habilitat i puresa formal, que delaten un estudi aprofundit de la poesia de l'era clàssica d'August. Utilitza un llatí sorprenentment clàssic per a l'època, tant pel que fa al vocabulari com a la gramàtica. Comparat amb Claudià (a vegades anomenat «l'últim poeta romà»), lleugerament anterior, té un estil molt més auster, sense les exageracions barroques d'aquell.

### L'elogi de Roma
Com s'ha comentat anteriorment, és especialment famosa la lloança a la deessa i ciutat de Roma que apareix al començament del poema. Rutili Namacià hi ofereix una visió idealitzada del paper de Roma i el seu imperi. Namacià la presenta com la «magnífica reina del món», civilitzadora i integradora de pobles sota un govern idealment regit pels valors tradicionals de la República romana. Aquest cant a la grandesa de Roma és especialment significatiu, vist amb la perspectiva històrica, de la pervivència d'aquests ideals durant l'època del baix imperi i només mig segle abans de la desaparició formal de l'imperi d'Occident.
| Exaudi, regina tui pulcherrima mundi, inter sidereos, Roma, recepta polos; exaudi, genetrix hominum genetrixque deorum: Non procul a caelo per tua templa sumus. Te canimus semperque, sinent dum fata, canemus. [...] Quantum vitalis natura tetendit in axes, tantum virtuti pervia terrae tuae. Fecisti patriam diversis gentibus unam; profuit iniustis te dominante capi; dumque offers victis proprii consortia iuris, Urbem fecisti, quod prius orbis erat. | Escolta, reina magnífica del món, Roma, que ets entre les estrelles. Escolta, mare d'homes i mare de déus: amb els teus temples no som pas lluny del cel. Et cantem i, si els fats ho permeten, sempre et cantarem. [...] Igual que la força de la natura s'estén d'un pol a l'altre, la teva virtut s'ha escampat per les teves terres. Per a diversos pobles creares una sola pàtria, els que lluiten contra tu cauen sota el teu jou, però ofereixes als vençuts compartir les teves justes lleis, i de tot el món en feres una ciutat. |